# Tangentfyrhörning

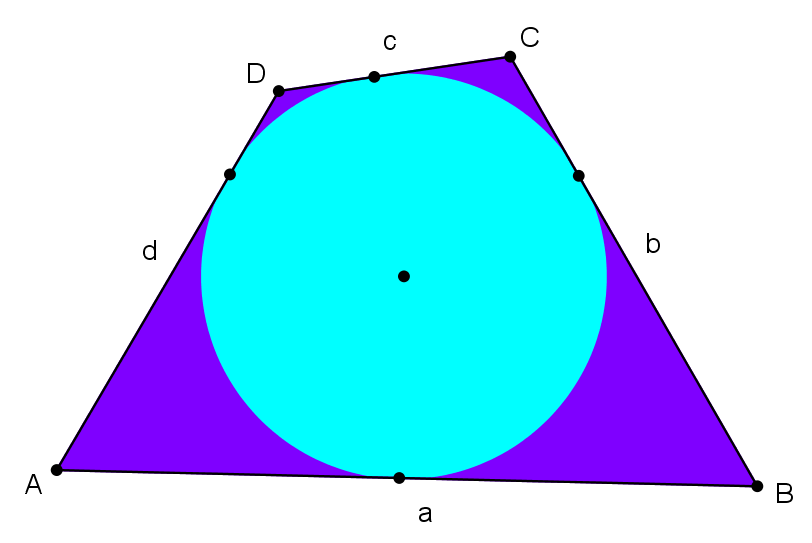
Exempel på en tangentfyrhörning

En tangentfyrhörning eller en omskriven fyrhörning är en fyrhörning i vilken en cirkel kan inskrivas, alltså en cirkel som invändigt tangerar alla fyra sidorna. Medelpunkten hos denna cirkel ligger i skärningspunkten för bisektriserna till de fyra hörnvinklarna. Dessa bisektriser skär inte varandra i en punkt i alla fyrhörningar, utan endast i de fyrhörningar som kan ha en inskriven cirkel. Att bisektrisernas skär varandra är således ett nödvändigt och tillräckligt villkor för att en fyrhörning ska ha en inskriven cirkel.
Exempel på tangentfyrhörningar är drake, romb och kvadrat. En fyrhörning är en tangentfyrhörning om och endast om dess konsekutiva sidor a, b, c och d uppfyller a + c = b + d (se figuren till höger), vilket kallas Pitots sats.
De viktigaste storheterna hos en tangentfyrhörning uttrycks inte i sidornas längder utan i de fyra tangentlängderna. Med tangentlängderna menas avstånden från de fyra hörnen till de punkter på sidorna där den inskrivna cirkeln tangerar sidorna. De fyra tangentlängderna som utgår ifrån hörnen A, B, C, D betecknas e, f, g, h respektive (se nedre figuren till höger). Då gäller formlerna nedan.

## Semiperimeter
Summan av tangentlängderna är fyrhörningens semiperimeter, {\displaystyle s=e+f+g+h={\frac {a+b+c+d}{2}}}, vilket, via Pitots sats, ger {\displaystyle s={\frac {(a+c)+(b+d)}{2}}={\frac {a+c+a+c}{2}}=a+c=b+d}.

## Inskrivna cirkelns radie

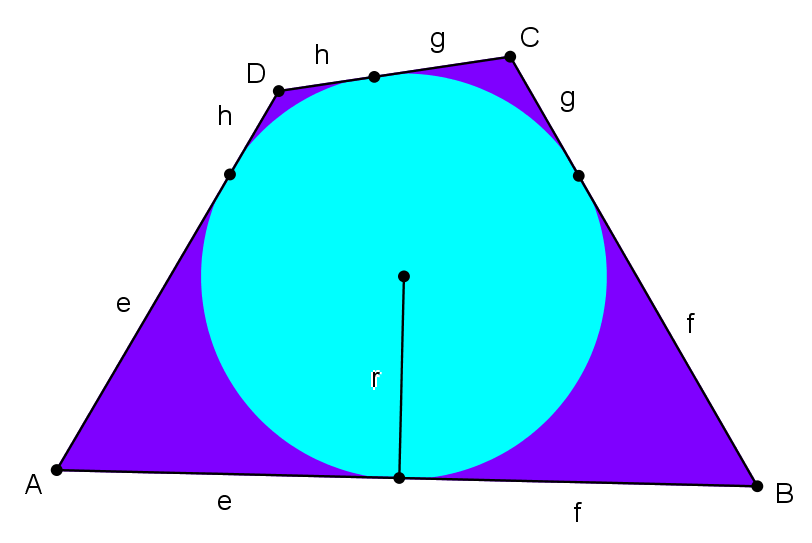
Tangentlängderna och inskrivna cirkelns radie

Den i en tangentfyrhörning inskrivna cirkeln har en radie som ges av:Lemma 2
{\displaystyle r={\sqrt {\frac {efg+fgh+ghe+hef}{e+f+g+h}}}={\sqrt {\frac {efg+fgh+ghe+hef}{s}}}}
där e, f, g, h är tangentlängderna.

## Area
En tangentfyrhörning med tangentlängderna e, f, g, h har arean
{\displaystyle K={\sqrt {(e+f+g+h)(efg+fgh+ghe+hef)}}={\sqrt {s\cdot (efg+fgh+ghe+hef)}}.}
Låt {\displaystyle I} beteckna den inskrivna cirkelns medelpunkt och {\displaystyle r} dess radie. Då är:
{\displaystyle K=|\triangle AIB|+|\triangle BIC|+|\triangle CID|+|\triangle DIA|={\frac {r\cdot a}{2}}+{\frac {r\cdot b}{2}}+{\frac {r\cdot c}{2}}+{\frac {r\cdot d}{2}}=r\cdot (e+f+g+h)=r\cdot s}
eftersom {\displaystyle r} är höjd mot respektive fyrhörningssida i alla de fyra deltrianglarna med en av dessa sidor som bas och det tredje hörnet i cirkelns medelpunkt.

## Hörnvinklar
Hörnvinklarna i en tangentfyrhörning ABCD kan uttryckas i tangentlängderna e, f, g, h som:Theorem 8
{\displaystyle \sin {\frac {A}{2}}={\sqrt {\frac {efg+fgh+ghe+hef}{(e+f)(e+g)(e+h)}}},}
{\displaystyle \sin {\frac {B}{2}}={\sqrt {\frac {efg+fgh+ghe+hef}{(f+e)(f+g)(f+h)}}},}
{\displaystyle \sin {\frac {C}{2}}={\sqrt {\frac {efg+fgh+ghe+hef}{(g+e)(g+f)(g+h)}}},}
{\displaystyle \sin {\frac {D}{2}}={\sqrt {\frac {efg+fgh+ghe+hef}{(h+e)(h+f)(h+g)}}}.}
Enklare beräknas dock hörnvinklarna med elementär trigonometri om den inskrivna cirkelns radie är känd. Låt {\displaystyle T} beteckna tangeringspunkten med den inskrivna cirkeln för sidan {\displaystyle {\overline {AB}}}, {\displaystyle I} beteckna den inskrivna cirkelns medelpunkt och {\displaystyle r} cirkelns radie. Då är {\displaystyle \triangle AIB} rätvinklig med katetlängderna {\displaystyle r} respektive {\displaystyle e} och vinkeln {\displaystyle \angle TAI={\frac {\angle DAT}{2}}={\frac {A}{2}}}. Detta ger:
{\displaystyle \tan {\frac {A}{2}}={\frac {r}{e}}\Leftrightarrow {\frac {A}{2}}=\arctan {\frac {r}{e}}\Leftrightarrow A=2\cdot \arctan {\frac {r}{e}}}
och motsvarande för:
{\displaystyle B=2\cdot \arctan {\frac {r}{f}}}  ,   {\displaystyle C=2\cdot \arctan {\frac {r}{g}}}  och   {\displaystyle D=2\cdot \arctan {\frac {r}{h}}}.

## Diagonaler
Längderna på diagonalerna p = AC och q = BD i en tangentfyrhörning ABCD ges av:Lemma 3
{\displaystyle \displaystyle p={\sqrt {{\frac {e+g}{f+h}}{\Big (}(e+g)(f+h)+4fh{\Big )}}},}
{\displaystyle \displaystyle q={\sqrt {{\frac {f+h}{e+g}}{\Big (}(e+g)(f+h)+4eg{\Big )}}}}
där e, f, g, h är tangentlängderna.
Om hörnvinklarna är kända beräknas diagonalernas längd enkelt med cosinussatsen, exempelvis:
{\displaystyle |{\overline {BD}}|={\sqrt {a^{2}+d^{2}-2da\cdot \cos A}}}